# Мясткувек
Мясткувек (пол. Miastkówek) — село в Польщі, у гміні Міхів Любартівського повіту Люблінського воєводства.
Населення — 206 осіб (2011).

## Демографія
Демографічна структура станом на 31 березня 2011 року:
|          | Загалом | Допрацездатний вік | Працездатний вік | Постпрацездатний вік |
| -------- | ------- | ------------------ | ---------------- | -------------------- |
| Чоловіки | 92      | 24                 | 56               | 12                   |
| Жінки    | 114     | 24                 | 62               | 28                   |
| Разом    | 206     | 48                 | 118              | 40                   |